# Comuna Santa Mare, Botoșani
Santa Mare este o comună în județul Botoșani, Moldova, România, formată din satele Bădărăi, Berza, Bogdănești, Durnești, Ilișeni, Rânghilești, Rânghilești-Deal și Santa Mare (reședința).

## Demografie
Componența etnică a comunei Santa Mare
     Români (91,07%)
     Alte etnii (0%)
     Necunoscută (8,93%)
Componența confesională a comunei Santa Mare
     Ortodocși (90,07%)
     Alte religii (0,99%)
     Necunoscută (8,93%)
Conform recensământului efectuat în 2021, populația comunei Santa Mare se ridică la 2.418 locuitori, în scădere față de recensământul anterior din 2011, când fuseseră înregistrați 2.749 de locuitori. Majoritatea locuitorilor sunt români (91,07%), iar pentru 8,93% nu se cunoaște apartenența etnică. Din punct de vedere confesional, majoritatea locuitorilor sunt ortodocși (90,07%), iar pentru 8,93% nu se cunoaște apartenența confesională.

## Politică și administrație
Comuna Santa Mare este administrată de un primar și un consiliu local compus din 11 consilieri. Primarul, Cristian Anton[*], de la Partidul Social Democrat, este în funcție din octombrie 2020. Începând cu alegerile locale din 2024, consiliul local are următoarea componență pe partide politice:
|  | Partid                          | Consilieri | Componența Consiliului | Componența Consiliului | Componența Consiliului | Componența Consiliului | Componența Consiliului | Componența Consiliului |
|  | ------------------------------- | ---------- | ---------------------- | ---------------------- | ---------------------- | ---------------------- | ---------------------- | ---------------------- |
|  | Partidul Social Democrat        | 6          |                        |                        |                        |                        |                        |                        |
|  | Alianța pentru Unirea Românilor | 2          |                        |                        |                        |                        |                        |                        |
|  | Partidul Național Liberal       | 2          |                        |                        |                        |                        |                        |                        |
|  | Alianța Dreapta Unită           | 1          |                        |                        |                        |                        |                        |                        |

## Personalități născute aici
- Alexandru Bădărău (1859 - 1927), om politic și publicist, care a deținut funcția de primar al municipiului Iași între 1899 și 1901.
- Mihai Mereuță (29 noiembrie 1924 - 1 aprilie 2003), a fost un actor român.